# In Love & War
In Love & War är det fjärde studioalbumet av den amerikanska R&B-sångerskan Amerie, släppt den 9 november 2009 av Def Jam Recordings. Albumet spelades in mellan 2008 och 2009 vid Record Plant Studios i Hollywood, Kalifornien och vid inspelningsstudios i Miami, Florida och Atlanta, Georgia. Skivan blev sångerskans första release efter ett skivbolagsbyte från Columbia Records till sitt eget bolag Feenix Rising som distribueras via Island Def Jam Music Group.
Skivan debuterade på Billboard 200:s 46:e plats med en förstaveckasförsäljning på 12 500 kopior. In Love & War blev Ameries till dato minst-säljande album med en totalförsäljning på minimala 51 000 kopior i USA. Trots de låga försäljningssiffrorna mottog albumet främst positiv kritik från recensenter. Den hiphop-, soul- och rock-inspirerade skivan framhävde fyra musiksinglar som alla hade minimal medial framgång på musiklistorna.

## Innehållsförteckning
| Nr  | Titel                                     | Producenter                  | Längd |
| --- | ----------------------------------------- | ---------------------------- | ----- |
| 1.  | Tell Me You Love Me                       | Teddy Riley, Walter Scott    | 3:07  |
| 2.  | Heard 'Em All                             | Eric Hudson, The Pen         | 3:23  |
| 3.  | Dangerous                                 | Jonas Jeberg, Amerie         | 2:48  |
| 4.  | Higher                                    | Warryn Campbell              | 2:52  |
| 5.  | Why R U                                   | The Buchanans, Amerie        | 3:17  |
| 6.  | Pretty Brown (featuring Trey Songz)       | M-Phazes, Amerie             | 4:02  |
| 7.  | More Than Love (featuring Fabolous)       | Del Pearson, Lenny Nicholson | 4:14  |
| 8.  | Swag Back                                 | Jim Jonsin, Rico Love        | 4:29  |
| 9.  | You're a Star (Interlude)                 | Amerie, Lenny Nicholson      | 1:52  |
| 10. | Red Eye                                   | Bryan-Michael Cox, Amerie    | 4:11  |
| 11. | The Flowers                               | Karma, Amerie                | 5:16  |
| 12. | Different People                          | M-Phazes                     | 3:55  |
| 13. | Dear John                                 | TrackNova, Amerie            | 4:12  |
| 14. | Heard 'Em All (Remix featuring Lil Wayne) | Sean Garrett, Eric Hudson    | 3:56  |

## Listor
| Lista (2009)                                 | Topp position |
| -------------------------------------------- | ------------- |
| Korean Albums Chart                          | 18            |
| Storbritanniens UK R&B Albums Chart          | 29            |
| Amerikanska Billboard 200                    | 46            |
| Amerikanska Billboard Top R&B/Hip-Hop Albums | 3             |

## Musiker och musikmedverkande

### Musiker
- Amerie – sång, producent
- Francesco Romano – gitarr
- David Siegel – keyboard
- Sean Windsor – gitarr
- Larry Sommerville – keyboard

### Produktion
| - Karma – producent - Eric Hudson – producent - L.A. Reid – chefsproducent - Teddy Riley – producent, engineer - J. Peter Robinson – art direction - Delroy Pearson – producent - Deborah Mannis-Gardner – samplings tillstånd - Vernon Mungo – engineer - James M. Wisner – engineer - Warryn Campbell – producent - Chris Atlas – marknadsförare - Walter "Mucho" Scott – producent - Cornell Brown – engineer - Mike Houge – engineer - Bryan-Michael Cox – producent - Jim Jonsin – producent - Bruce Buechner – engineer | - Amy Neiman – photo - Lenny "Linen" Nicholson – producent, chefsproducent, ledning - Sam Thomas – engineer - Tim Bret Day – art direction - Herb Power Jr. – mastering - Sean Garrett – producent - Victor Abijaudi – engineer - Rico Love – producent - Miles Walker – engineer - Mark "Exit" Goodchild – engineer - Jordan Young "DJ Swivel" – engineer - Jonas Jeberg – producent - Graham Marsh – engineer - David Bray – illustrering - Daniel "2Dark" Richards – instrumental - Randy McMillian – musikförhandlare - Lee Stuart – art direction |